# Distretto di Théniet El Abed
Il distretto di Théniet El Abed è un distretto della provincia di Batna, in Algeria, con capoluogo Théniet El Abed.

## Comuni
Il distretto comprende i seguenti comuni:
- Théniet El Abed
- Oued Taga
- Chir